# Savski Nasip
Savski Nasip (en serbe cyrillique Савски Насип) est un quartier de Belgrade, la capitale de la Serbie. Il est situé dans la municipalité de Novi Beograd.
En serbe, le nom du quartier signifie « le quai de la Save ».

## Localisation
Le quartier de Savski Nasip s'étend sur les parties ouest du Blok 18-a et sur les parties est du Blok 69. À l'est se trouve le quartier Kartonsko naselje, la rue Savski nasip au nord et la rivière de la Save au sud. L'ancien et le nouveau pont ferroviaire passent au-dessus du quartier. Savski Nasip est situé en face de la Foire de Belgrade, qui se trouve sur la rive opposée de la Save.

## Caractéristiques
Savski Nasip est un secteur entièrement dévoué à l'industrie, notamment les constructions navales (à l'ouest) et les entreprises qui traitent et vendent les graviers et le sable (Brodoremont, Rad, Mostogradnja, Partizanski put, Crna Trava, Inkop, Gemax).
Autrefois, une entreprise de construction navale portant le nom de Maréchal Tito existait à cet endroit et constituait un des fleurons de l'économie de la République fédérative socialiste de Yougoslavie. Elle a aujourd'hui disparu mais ses hangars servent à entreposer des marchandises, sous le contrôle de la société de transport Milšped ; ces entrepôts sont loués par des compagnies internationales comme Gatarić, Mercedes Benz et Porsche.